# Samuel Birley Rowbotham
Samuel Birley Rowbotham (ur. 1814, zm. 1884), znany pod pseudonimem Parallax – angielski wynalazca i pisarz, prekursor współczesnych ruchów płaskiej Ziemi.
Opierając się na dosłownej lekturze opisów biblijnych, Rowbotham opublikował (1849) 16-stronicowy pamflet, który później (1881) rozbudował do 430-stronicowej rozprawy pt. Zetetic Astronomy: A Description of Several Experiments Which Prove That the Surface of the Sea is a Perfect Plane and that the Earth is not a Globe! Dowodził w nich, że Ziemia jest wielkim, płaskim dyskiem, na którego  brzegach wznosi się ściana z lodu. W centrum dysku znajduje się biegun północny, zaś kilkaset kilometrów ponad nim, pod zamykającą całość kopułą, krążą Słońce, Księżyc i planety. Poglądy Rowbothama zdobyły sobie kilkutysięczne grono zwolenników, szczególnie aktywnych w latach 60. XIX wieku, którzy finansowali wydawanie publikacji propagujących idee płaskiej Ziemi i organizowali liczne debaty naukowe, m.in. z Alfredem Russellem Wallace’em.
Po śmierci Rowbothama w 1884 roku jego zwolennicy powołali do życia Universal Zetetic Society. Idee płaskiej Ziemi przeniknęły także do Stanów Zjednoczonych, gdzie spotkały się z zainteresowaniem w kręgach chrześcijańskich fundamentalistów. Ich zwolennikiem był m.in. John Alexander Dowie, twórca Chrześcijańskiego Katolickiego Kościoła Apostolskiego. Współcześnie ich kontynuatorem jest powołane w 1956 roku Towarzystwo Płaskiej Ziemi.